# Landbouwkrediet-Colnago/Saison 2005

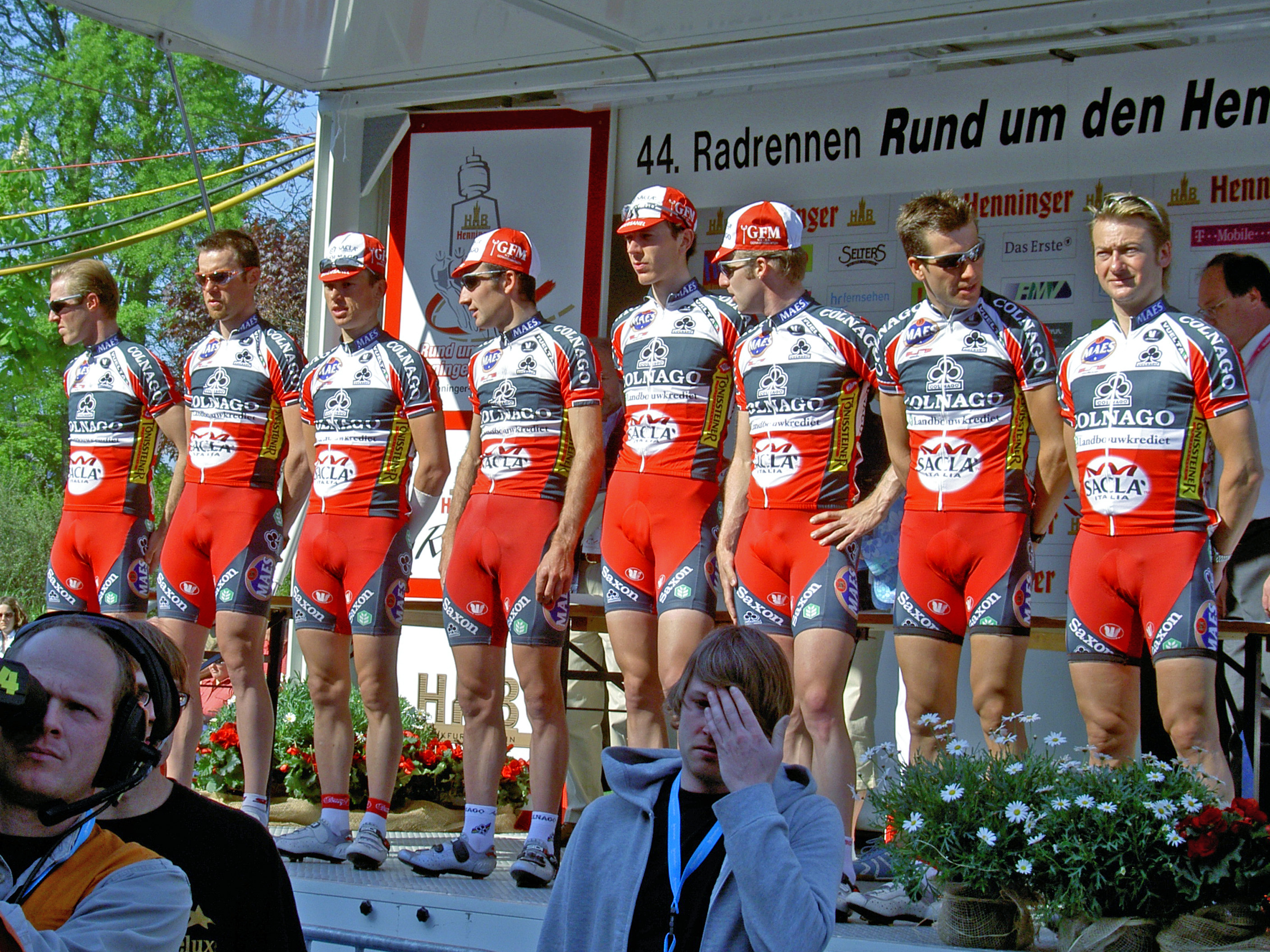
Rund um den Henninger-Turm 2005

Mannschaft und Erfolge des Team Landbouwkrediet-Colnago in der Saison 2005.

## Erfolge

### Erfolge in derUCI Europe Tour
| Datum          | Rennen                           | Sieger         |
| -------------- | -------------------------------- | -------------- |
| 2. April       | Hel van het Mergellands          | Nico Sijmens   |
| 10.–14. August | Gesamtwertung Rothaus Regio Tour | Nico Sijmens   |
| 16. September  | Kampioenschap van Vlaanderen     | Sergey Lagutin |

## Mannschaft
| Name                | Geburtstag        | Nationalität           |
| ------------------- | ----------------- | ---------------------- |
| Tony Bracke         | 15. Dezember 1971 | Belgien                |
| Ludovic Capelle     | 27. Februar 1976  | Belgien                |
| Mathieu Criquélion  | 27. April 1981    | Belgien                |
| Steve Cummings      | 19. März 1981     | Vereinigtes Königreich |
| Thierry De Groote   | 9. Mai 1975       | Belgien                |
| Bert De Waele       | 21. Juli 1975     | Belgien                |
| Glenn D’Hollander   | 28. Dezember 1974 | Belgien                |
| Ludo Dierckxsens    | 14. Oktober 1964  | Belgien                |
| Grégory Habeaux     | 20. Oktober 1982  | Belgien                |
| Sergey Lagutin      | 14. Oktober 1981  | Usbekistan             |
| Maxime Monfort      | 14. Januar 1983   | Belgien                |
| Sven Renders        | 12. August 1981   | Belgien                |
| Nico Sijmens        | 1. April 1978     | Belgien                |
| Jean-Paul Simon     | 26. März 1982     | Belgien                |
| Jurgen Van De Walle | 9. Februar 1977   | Belgien                |
| Jurgen Van Loocke   | 1. Juli 1980      | Belgien                |
| James Vanlandschoot | 26. August 1978   | Belgien                |
| Geert Verheyen      | 10. März 1973     | Belgien                |
| Johan Verstrepen    | 21. Oktober 1967  | Belgien                |